# Claudio Magris
Claudio Magris (n. 10 aprilie 1939, Trieste, Regatul Italiei) este un scriitor italian.
A câștigat Premiul Strega în 1997 pentru Microcosmi.